# Яни (Вармінсько-Мазурське воєводство)
Яни (пол. Jany, нім. Groß Jahnen) — село в Польщі, у гміні Ґолдап Ґолдапського повіту Вармінсько-Мазурського воєводства.
Населення — 60 осіб (2011).

## Історія
У 1975-1998 роках село належало до Сувальського воєводства.

## Демографія
Демографічна структура станом на 31 березня 2011 року:
|          | Загалом | Допрацездатний вік | Працездатний вік | Постпрацездатний вік |
| -------- | ------- | ------------------ | ---------------- | -------------------- |
| Чоловіки | 37      | 13                 | 23               | 1                    |
| Жінки    | 23      | 4                  | 16               | 3                    |
| Разом    | 60      | 17                 | 39               | 4                    |